# Teorema de Haag
O Teorema de Haag foi postulado em 1955 pelo físico Rudolf Haag. O teorema afirma que a representação de Dirac não existe em um interativo, relativístico campo quântico. O teorema foi mais tarde comprovado por diversos autores [carece de fontes?].
No entanto, é inconveniente que no desenvolvimento canônico de um campo quântico perturbável, como por exemplo campos eletromagnéticos, a representação de Dirac é totalmente eficaz.

## Leitura recomendada
- John Earman, Doreen Fraser, Haag's Theorem and Its Implications for the Foundations of Quantum Field Theory, Erkenntnis 64 (2006): 305-344, online at philsci-archive
- Doreen Fraser, Haag’s Theorem and the Interpretation of Quantum Field Theories with Interactions, PhD thesis, U. of Pittsburgh, online